# Kris Kremo
Kris Kremo (Párizs, 1951. március 12. –) Ezüst Bohóc-díjas svájci zsonglőr.

## Élete
Kristian Gaston Kremo 1951. március 12-én született Párizsban. Szülei is artisták voltak. Édesapja, Béla Kremo egykor akrobata-pályafutása után úriember-zsonglőrként dolgozott. Édesanyja Marianne Kalbitz. Mindketten svájci állampolgárok voltak.
Kris 15 évesen lépett fel először. Néhány évvel később, 1970-ben, 19 évesen már apjával együtt lépett fel, duóként. Csak három tárggyal zsonglőrködtek (három labdával, kalappal, szivardobozzal). 1975-ben kezdte szólókarrierjét. Legelső cirkuszi szezonját az angliai Blackpool Tower Circus-ban töltötte. Ez után indult be nemzetközi karrierje.
Fellépett a világ minden táján, cirkuszi és színházi műsorokban. „Királyi zsonglőr”-nek is nevezik. 1974-ben Londonban a windsori kastélyban szórakoztatta II. Erzsébet brit királynőt és férjét, Fülöp edinburgh-i herceget. Valamint szerepelt XVI. Károly Gusztáv svéd király fogadásán, Stockholmban.
1981-ben, a Monte-carlói Nemzetközi Cirkuszfesztivál Ezüst Bohóc-díját nyerte el. A díjat III. Rainier monacói herceg és Grace Kelly adta át neki. Tizenegy egymást követő évben (1978–1989) a las vegasi Stardust Hotelban lépett fel, ezzel rekordot állított be. Ekkor szerezte meg az amerikai állampolgárságot. Jelenleg kettős állampolgár, amerikai és svájci.
Felesége az orosz származású hulahopp-karika művész, Yelena Larkina.
2014. január 13-án Budapesten, a Fővárosi Nagycirkuszban lépett fel. A 10. Budapesti Nemzetközi Cirkuszfesztivál díszvendége volt, a verseny díjkiosztó gálaműsorban mutatta be produkcióját.

## Lásd még
- YouTube-videó: Kris Kremo a Big Apple Circus Celebrate! című műsorában (2007)